# ريتشارد مولير

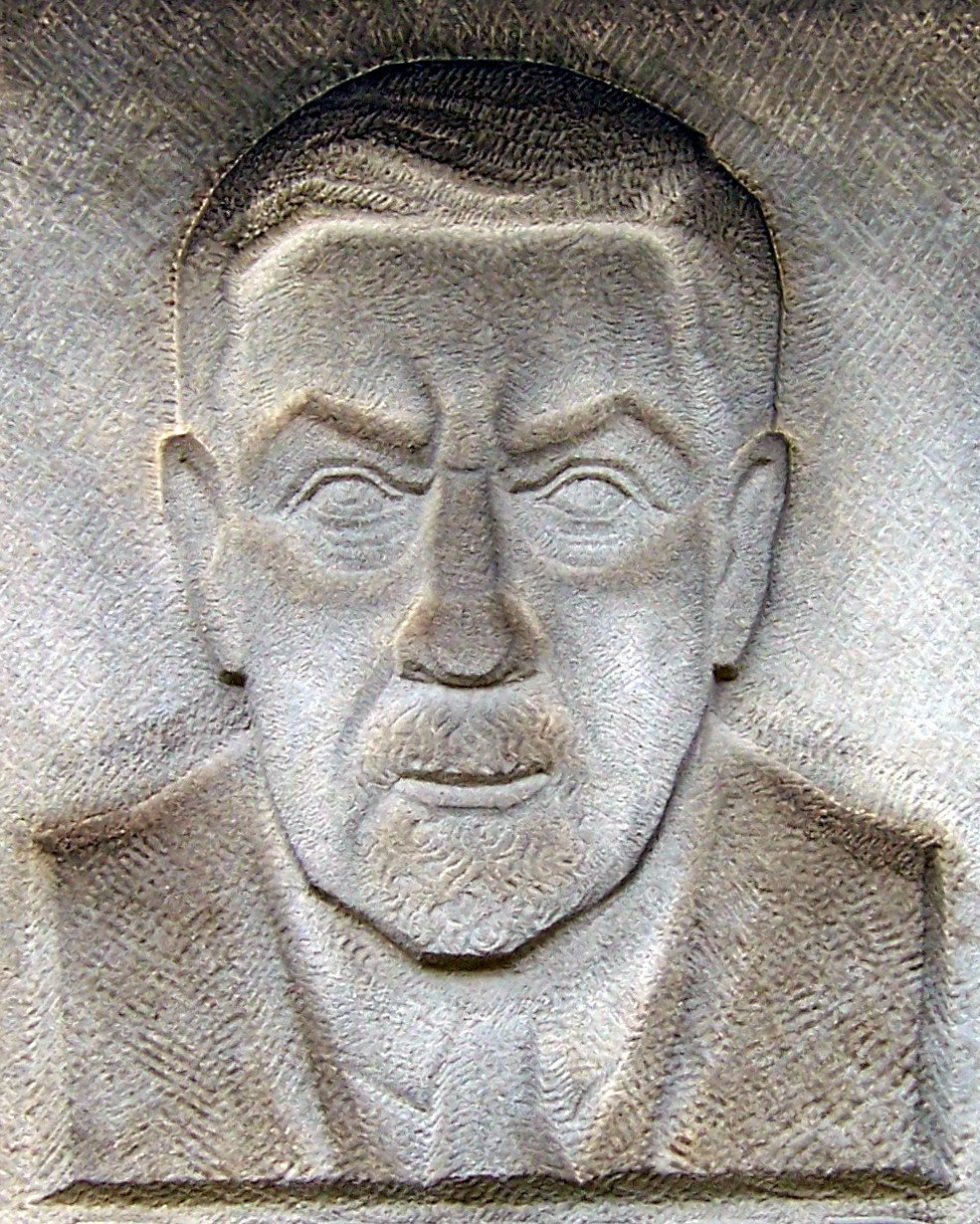

ريتشارد مولير (بالألمانية: Richard Mollier) (30 نوفمبر 1863، ترييستي - مارس 1935، درزدن) أستاذ ألماني في الفيزياء التطبيقية والميكانيكا في غوتنغن ودرزدن، وهو رائد في البحوث التجريبية في الديناميكا الحرارية، خاصة للماء والبخار والهواء الرطب. تستخدم «رسوم بيانية موليار» (enthalpy-إنتروبيا chart) بشكل روتيني في أعمال التصميم المرتبطة بمحطات الطاقة (الأحفوري والنووي)، والضواغط، وتوربينات البخار، وأنظمة التبريد، ومعدات تكييف الهواء لتصور دورات العمل من النظم الحرارية. «رسم بياني موليار» (مخطط الإنتالبيا-الإنتروبيا) الآسر (entalphy) من الهواء الرطب مقابل محتواه من بخار الماء (H-X الرسم البياني) معادل الرسم البياني Psychrometrics Chart التي يشيع استخدامها في الولايات المتحدة وبريطانيا.

## التعليم والتطوير الوظيفي
تخرج ريتشارد موليار من المدرسة الثانوية وذهب إلى جامعة غراتس (النمسا) لتدريس الرياضيات والفيزياء وواصل دراسته في الجامعة التقنية في ميونيخ (ميونخ). قدم أول مؤلفاته بوصفه محاضر خارجي لعلم الميكانيكا النظرية. بعد فترة قصيرة أمضاها في Göttingen نجح غوستاف زيونر في عام 1897 منصب أستاذ الهندسة الميكانيكية في المدرسة التقنية العليا بدريسدن (جامعة دريسدن التقنية). نشر الرسوم البيانية الجديدة من أجل الديناميكا الحرارية الفنية' التي سببت تبسيطها إلى حد كبير الحسابات التي تتضمن العمليات الحرارية في 1904. نشر جداول جديدة ومخططات لبخار الماء، التي نشرت لأول مرة في عام 1906، في ست طبعات أخرى خلال عام 1932، كما انه تحديثها لتعكس التطورات الجديدة.

## التكريم
تقرر تكريما له باعتبار أي مخطط الحرارية باستخدام Entalphy H واحد من محاورها «رسم بياني موليار» في مؤتمر 1923 الديناميكا الحرارية الذي عقد في لوس أنجلوس. على سبيل المثال: الرسم البياني H-S للبخار أو H-X الرسم البياني للهواء الرطب.

## المنشورات
- الكون من الحرارة، The Entropy of Heat) 1895)
- جداول بخار ورسم تخطيطي لثاني أكسيد الكربون، 1896 (Vapor Tables and Diagrams for Carbon Dioxide)
- الرسوم البيانية جديدة للديناميكا الحرارية الفنية، 1904 (New Graphs for Technical Thermodynamics)
- جداول ومخططات جديدة لبخار الماء، 1906 (New Tables and Diagrams for Water Vapor)

## وصلات خارجية (links)
- www.mollierdiagram.com نسخة الالكترونية لالرسم البياني موليار
- link 2[وصلة مكسورة] منشورات بريتشارد موليار وعنه
- link 3 صورة